# Steuerwagen (Schweiz, Schmalspur)
Ein Steuerwagen ist ein Reisezugwagen mit einem Führerstand, von dem aus die den Zug schiebende Lokomotive beziehungsweise der Triebwagen gesteuert werden kann. Der Steuerwagen selbst besitzt keinen Antrieb.
In der Schweiz kommen bei den meisten Schmalspurbahnen Steuerwagen zum Einsatz. Ausnahmen sind jene Bahnen, bei denen die Triebwagen oder Triebzüge ausschliesslich alleine fahren oder unter sich vielfachgesteuert werden, sowie die Bahnen, die ausschliesslich mit historischem Rollmaterial fahren. Dieser Artikel behandelt die Entwicklung der Steuerwagen pro Bahngesellschaft. Für eine Übersicht der gebauten Steuerwagen pro Wagentyp dienen die Artikel über die Schmalspurwagentypen, insbesondere die Einheitswagen.

## Matterhorn-Gotthard-Bahn

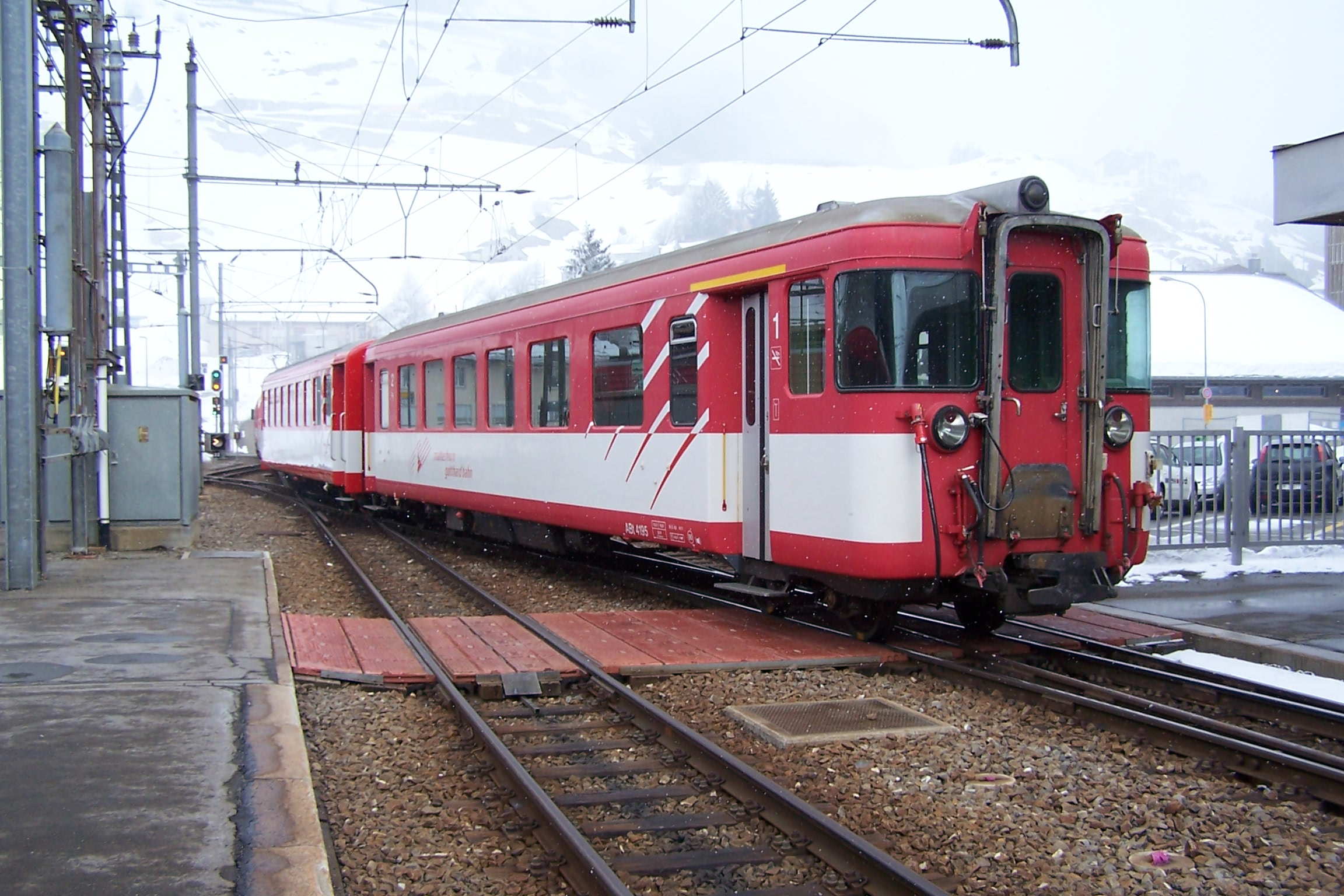
Ehemaliger Steuerwagen ABt 4195 in Andermatt

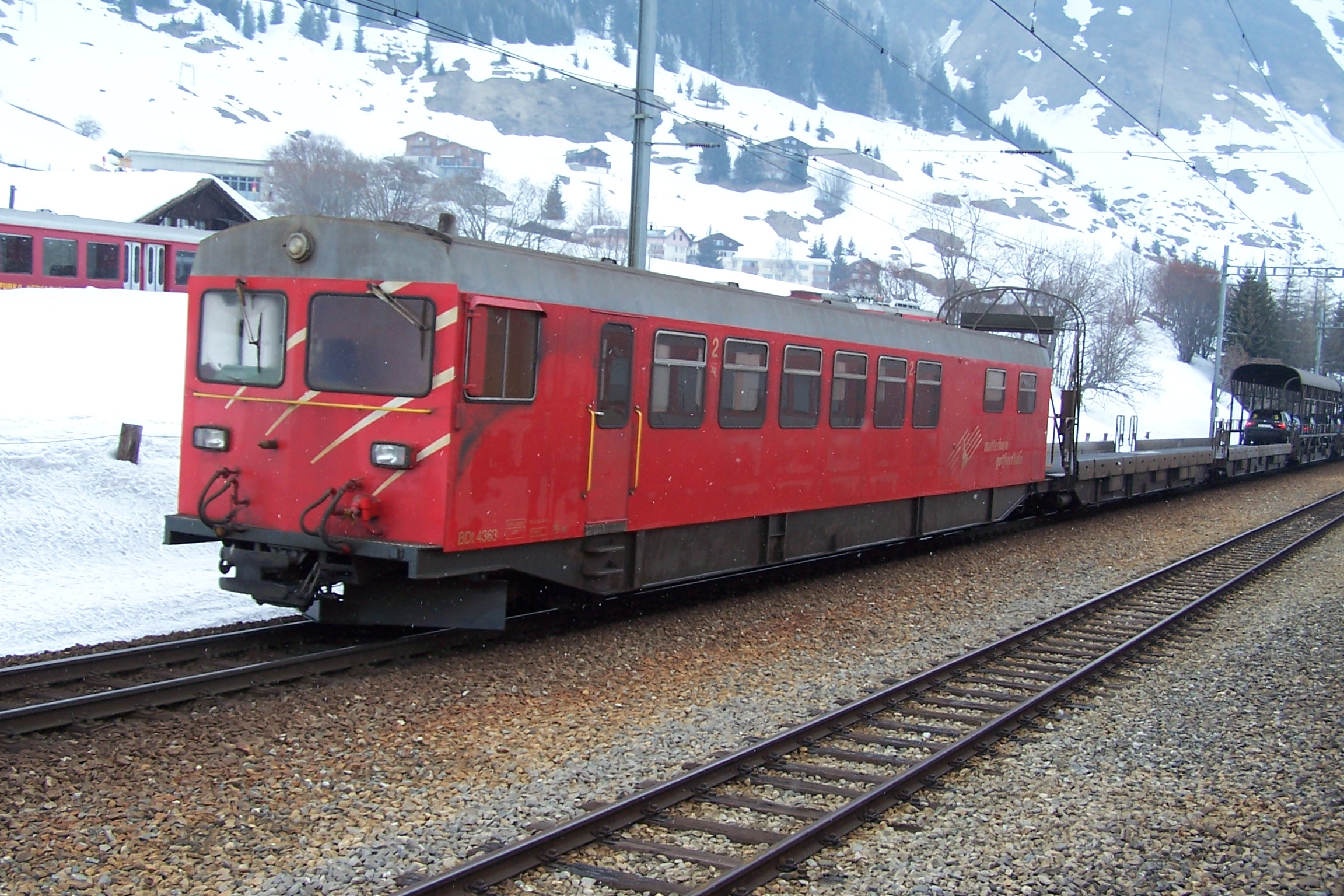
Steuerwagen BDt 4363 des Autoverlades Furka in Oberwald

Die Matterhorn-Gotthard-Bahn (MGB) besitzt vier Gruppen von Steuerwagen:

### MGB-Steuerwagen für Deh 4/4 Serien 51 und 91
Die ältesten Steuerwagen sind jene für die Deh 4/4 51–55 und 91–96 (ex FO). Sie wurden von der FO in mehreren Etappen beschafft, zum Teil etwas später als die Triebwagen. Alle elf sind vom Typ ABt mit 24 Plätzen erster Klasse. Zeitweise ebenfalls mit den Deh im Einsatz waren die ABt mit kleinem Erstklassabteil von nur 12 Plätzen, die für den Einsatz mit den modernisierten BDeh 4/4 41–45 beschafft wurden. Diese Steuerwagen sind inzwischen nur noch als Anhängewagen im Einsatz, die Führerstandsausrüstung wurde ausgebaut.
- ABt 4151–54, 1972, Typ SIG1
- ABt 4155–59, 1980, Typ SIG2
- ABt 4181–82, 1987, Typ ACMV2
- ehemalige ABt 4191–94 (4191–92 umgebaut zu Bt 4291–92), 1971, Typ SIG1
- ehemaliger ABt 4195, 1980, Typ SIG2

Der ABt 4191 war die zweite Belegung dieser Nummer. Ein erster ABt 4191 kam 1961 mit der Fusion mit der Schöllenenbahn zur FO; er wurde 1968 abgebrochen. Erbaut wurde der Wagen 1917 als BCF4 33 und wurde 1943 von SWS als BCFt4 30 zum damals neu abgelieferten BCFeh 4/4 41 umgebaut.
Die ABt 4193 und 4194 verunfallten am 1. September 2016, als im Bahnhof Andermatt eine Rangierkomposition entlief und in der Schöllenenschlucht in einem Tunnel entgleiste. Der ABt 4913 wurde am 11. Oktober 2016 nach Landquart zur Reparatur überführt, der ABt 4194 erlitt Totalschaden.

### MGB-Steuerwagen für ex-BVZ-Triebfahrzeuge
Die BVZ beschaffte die ersten Steuerwagen zusammen mit den Deh 4/4 21–24, die im Gegensatz zu den mechanisch ähnlichen FO-Triebwagen eine Thyristorsteuerung erhielten. Einer dieser Pendelzüge (24-2254) war für den Verkehr Täsch–Zermatt eingeteilt. Dort ersetzte ihn die BVZ zuerst durch die BDeh 6/6 2031–32, danach durch die ABDeh 8/8 2041–43 und als Reservefahrzeug die HGe 4/4' 16. Dafür wurden zunächst zwei normale Steuerwagen beschafft, die später für den Betrieb mit HGe 4/4" umgebaut wurden. Für die Pendelzüge Täsch–Zermatt wurden Niederflurwagen gebaut, die zur Vereinfachung des Gepäcktransports einen Direkteinstieg mit Kofferkuli erlaubten; drei dieser Wagen waren als Steuerwagen ausgeführt.
- Bt 2251–54, 1975, Typ SIG1, zu Deh 4/4 21–24 und HGe 4/4" 1–5
- Bt 2241–42, 1980, Typ FFA2, zu 2031–32, 2041–43 und 16, 2002–03 Umbau zu BDt 2241–42 zu HGe 4/4" 1–5
- BDkt 2231–33, 1986,90, Typ Stadler Kofferkuliwagen, zu 2231–32, 2241–43 und 16, heute teilweise als Anhängewagen (Velowagen Goms) im Einsatz

### MGB-Steuerwagen für die Furka-Autozüge
Auf die Eröffnung des Furka-Basistunnels hin beschaffte die FO zwei Autoverladezüge und einige Jahre später zusätzlich einige Reservewagen. Diese Autozüge wurden in der Regel von den eigens dafür beschafften „Tunnelloks“ Ge 4/4 81–82 befördert, die elektrisch den RhB Ge 4/4 II entsprachen. Seit deren Außerbetriebnahme werden die Züge von den HGe 4/4" 101–108 geführt, die bereits früher als Ersatz oder zur Verstärkung eingesetzt wurden.
- BDt 4361–63, 1980,85, aufgebaut auf Autowagen-Untergestell, zu Ge 4/4 81–82 und HGe 4/4" 101–108

### MGB-Gelenksteuerwagen für Komet-Triebzüge

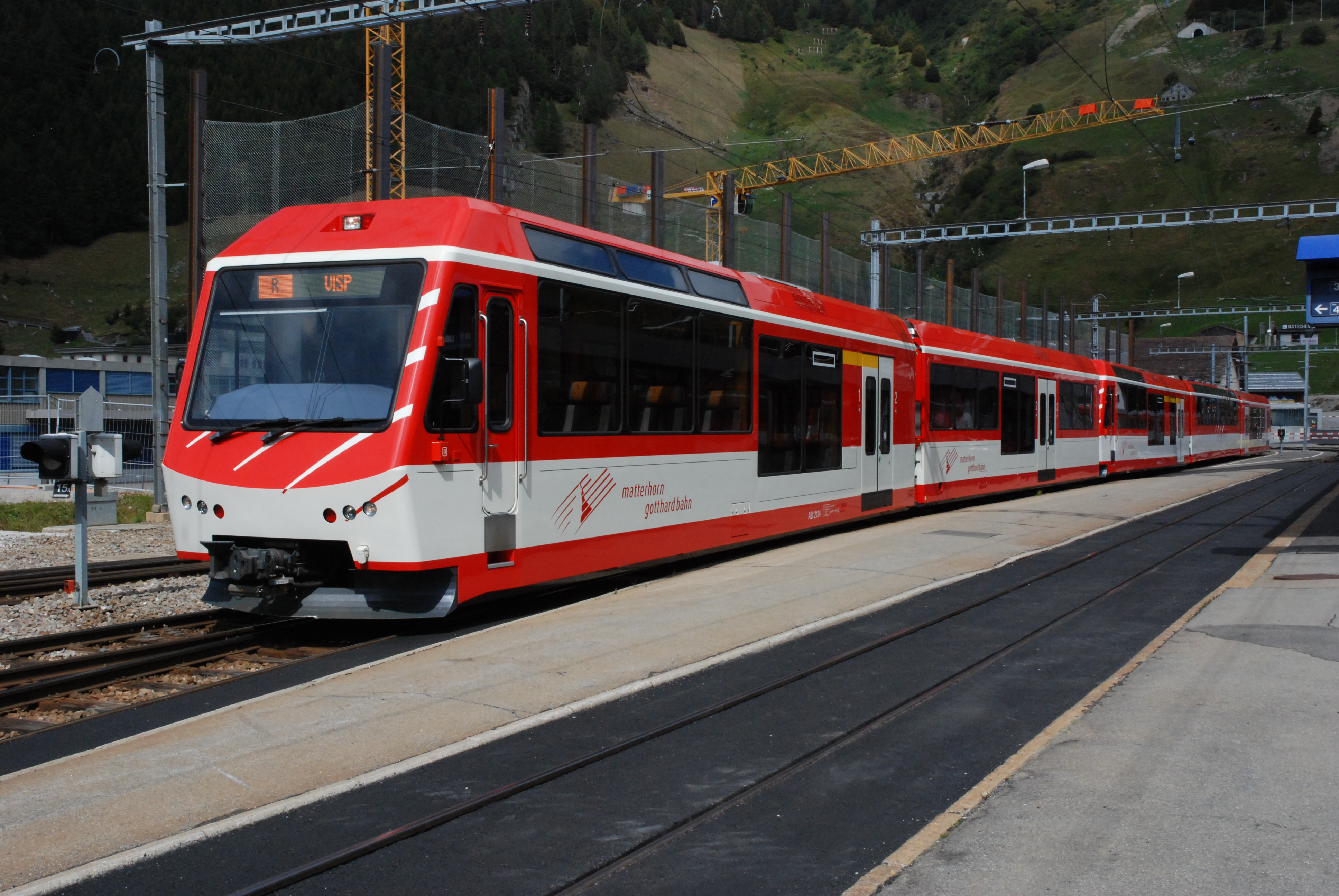
ABt 2134 in Andermatt

Die Matterhorn-Gotthard-Bahn bestellte mit der zweiten Lieferung vom Komet auch vier Gelenksteuerwagen zum Einsatz mit diesen Triebzügen. Ihre Bauweise entspricht so weit wie möglich derjenigen der Triebzüge. Sie bestehen aus zwei Wagenkasten. Derjenige mit Führerstand weist nur die 1. Wagenklasse und ein Drehgestell auf; er stützt sich auf den zweiten Wagenkasten mit 2. Wagenklasse, WC und zwei Drehgestellen ab.
- ABt 2131–34, zu ABDeh 4/10, ABDeh 4/8 und BDSeh 4/8

## Rhätische Bahn

### AB(D)t
ABt ist die Bezeichnung für zweiklassige Steuerwagen in der Schweiz, die in Kombination mit einem oder mehreren Triebfahrzeugen einen Pendelzug bilden. Ein ABDt hat zusätzlich noch ein Gepäckabteil.
Die Rhätische Bahn besitzt drei Steuerwagen ABt sowie sechs Steuerwagen ABDt, die zwischen 1969 und 1979 beschafft wurden und zur Familie der FFA-Einheitswagen I gehören.

#### ABt 1701 bis 1703

ABt 1702 in Chur

Die Wagen mit den Nummern 1701–1703 waren die ersten Steuerwagen der RhB; sie waren exakt auf die Verhältnisse der Chur-Arosa-Linie zugeschnitten. Auf dem Stammnetz der RhB wurden erst einige Jahre später Pendelzüge eingeführt. Mit der Umelektrifizierung der ehemaligen Gleichstromlinie im Jahr 1997 wurden auch die drei Steuerwagen für Wechselstrom umgebaut. Unter anderem wurden neue Universalführerstände eingebaut mit denen die Lokomotiven Ge 4/4 I, Ge 4/4 II und Ge 4/4 III ferngesteuert werden konnten.
Als erstes, umgebautes Fahrzeug wurde am 26. November 1997 im Rahmen der Schaffung des Arosa-Express der ABt 1701 in Betrieb genommen; er bekam eine neue Front, ein Clubabteil als Inneneinrichtung und die neue Bezeichnung Bt 1703". Auch die anderen beiden Steuerwagen der Serie wurden 1998 angepasst, aber im Gegensatz zum 1703 behielten sie die normale Inneneinrichtung und somit auch ihre ursprüngliche Bezeichnung. Der ABt 1703 wurde dabei zum ABt 1701". Nach dem Umbau wurden die Steuerwagen weiterhin auf der Aroser Linie eingesetzt, teilweise aber auch auf der Vereinalinie und in Sportzügen.
Durch ihren auf die Arosabahn zugeschnittenen sehr kurzen Radstand, zeichnen sie sich bei höheren Geschwindigkeiten durch einen unruhigen Lauf aus. Mit dem Einsatz von Allegras nach Arosa ab 2011 werden keine Steuerwagen mehr benötigt. Aus diesen Gründen wurden die Steuerwagen 1701 bis 1703 ab November 2011 abgebrochen. Ihre Ausrüstung (Universalführerstände) wird in die modernisierten BDt 1721–1723 eingebaut.

#### ABDt 1711 bis 1716

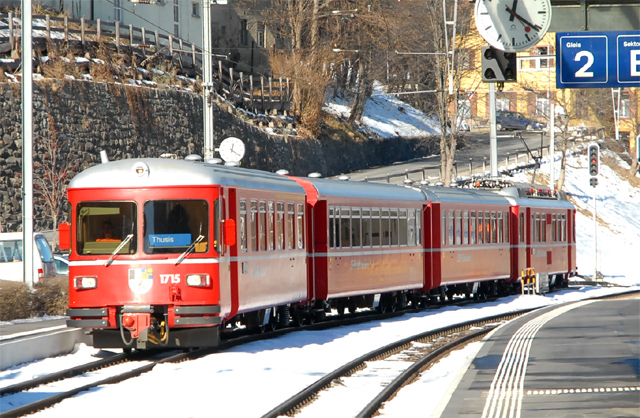
ABDt 1715 in Thusis

1971 wurden die Wagen der Serie ABDt 1711–1714 abgeliefert, die ausschliesslich zusammen mit den Triebwagen Be 4/4 511–514 und je einem bis zwei Zwischenwagen besonders für den Vorortverkehr zwischen  Schiers, Chur und Thusis eingesetzt werden. 1979 wurde die Serie um zwei weitere Fahrzeuge, ABDt 1715–1716 erweitert. Ab 1995 wurden die Steuerwagen schrittweise modernisiert. Bei Grossanlässen werden die Kompositionen auch auf anderen Linien eingesetzt, so z. B. zum Engadin Skimarathon.
Am 11. September 2011 wurde der Steuerwagen ABDt 1716 bei einem Unfall auf der Carrerabach-Brücke (zwischen Reichenau und Ilanz) infolge eines Schuttkegels stark beschädigt. Obwohl die Be 4/4 durch die neuen ABe 4/16 ersetzt werden, wurde der beschädigte Steuerwagen ABDt 1716 in der Hauptwerkstätte in Landquart wieder aufgebaut. Dazu wurden Teile des Mittelwagens B 2415 verwendet, welcher ebenfalls im Unfallzug eingereiht war. Dieser diente als Ersatzteilspender und wurde im Mai 2012 abgebrochen. Am 29. Januar 2021 wurde der ABDt 1715 zusammen mit Be 4/4 511, B 2412 und B 2414 nach Chur zum Abbruch überführt, da durch die Ablieferung der neuen Capricorn-Triebzüge kein Bedarf mehr besteht.

### At
At ist die Bezeichnung für Steuerwagen mit Erstklassabteil. Die RhB besitzt eine Serie solcher Personenwagen.

#### At 57801 bis 57806

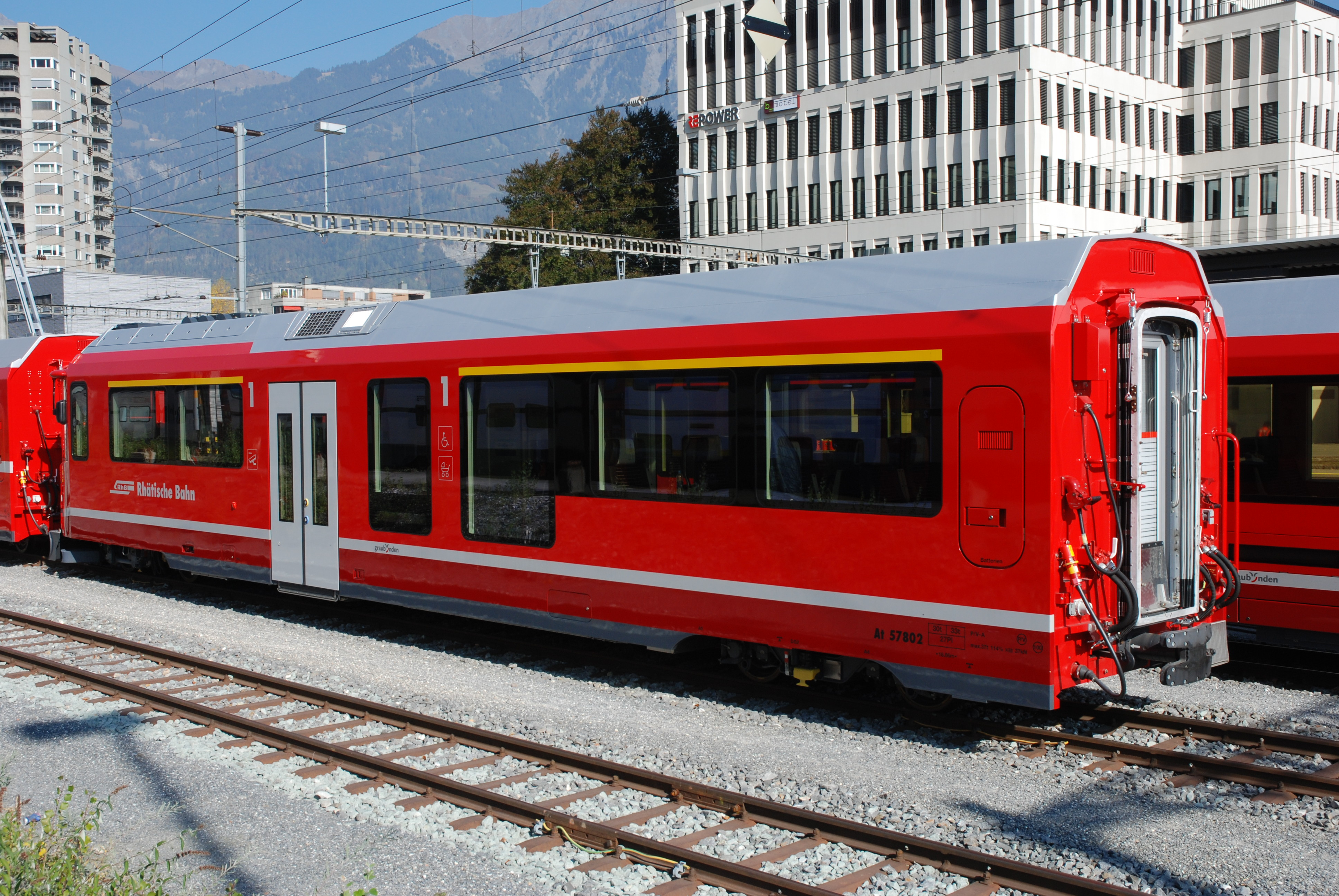
At 57802 in Landquart

Im November 2013 bestellte die RhB sechs Steuerwagen für die Verpendelung der Albula-Gliederzüge (Alvra). Am 24. November 2016 wurde der erste Steuerwagen von Stadler Rail abgeliefert. Sie sind reine 1. Klasse-Wagen und mit der neuen Dualbremse ausgestattet. Sie haben 27 Sitzplätze, 2 Rollstühlplätze und einen Klappsitz. Am 7. Mai 2018 wurde erstmals eine Komposition mit einem Steuerwagen im Fahrgastbetrieb eingesetzt. Aktuell können sie mit allen RhB ABe 8/12 und den bereits mit Dualbremse umgebauten RhB Ge 4/4 III und RhB Ge 4/4 II eingesetzt werden. Mit den Steuerwagen können die Wendezeiten der Alvra-Züge zwischen Chur und St. Moritz optimiert werden. Die ursprünglich als Ait bezeichneten Steuerwagen wurden zwischenzeitlich zu At umgezeichnet.

### BDt
BDt ist die Bezeichnung für Steuerwagen mit Zweitklass- und Gepäckabteil. Die RhB besitzt mehrere Serien derartiger Personenwagen.

#### BDt 1721 bis 1723

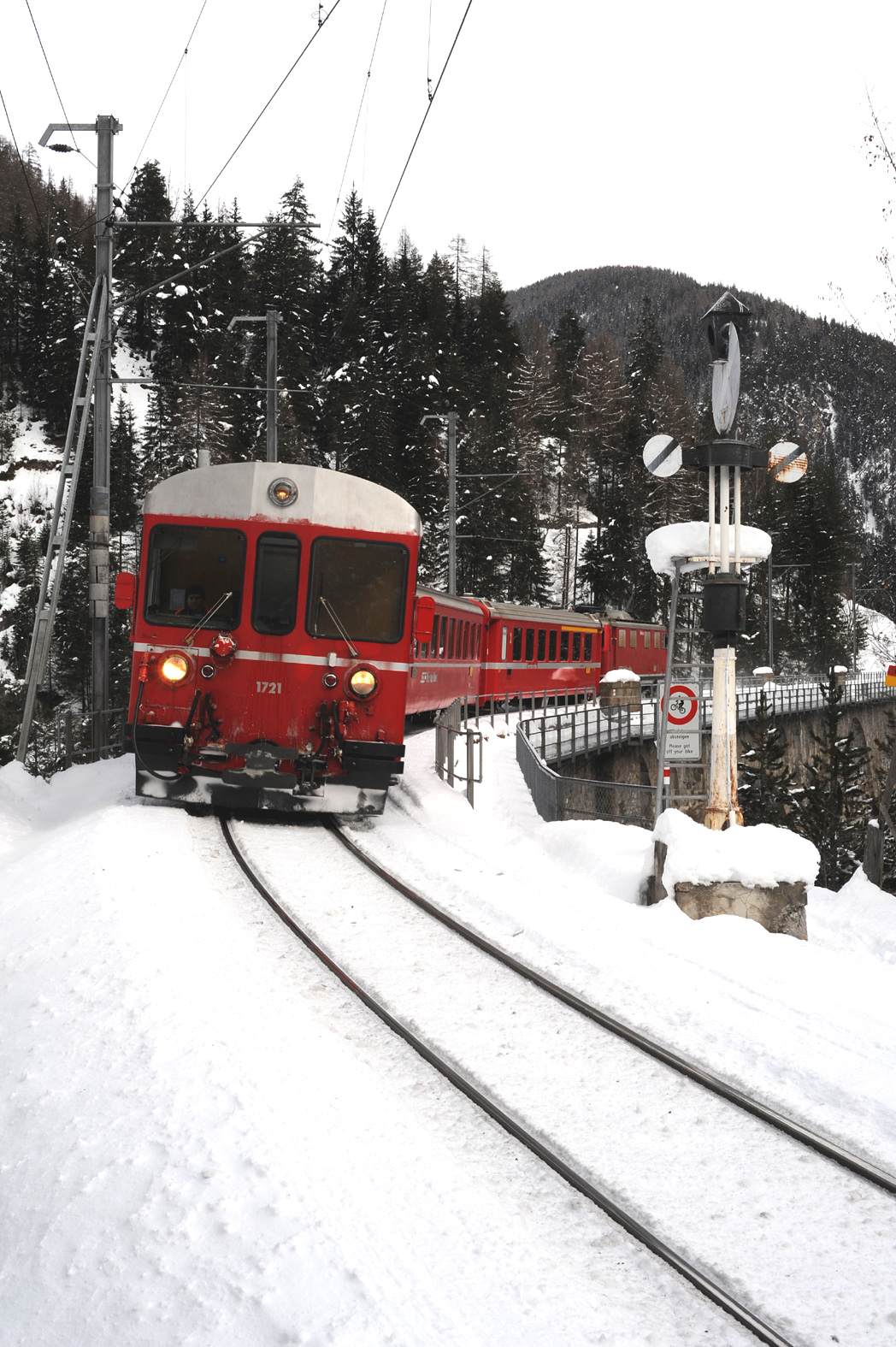
BDt 1721 Ausfahrt Davos Wiesen Richtung Filisur

Zu den Einheitswagen II zählen die 1982 von FFA und SWP gebauten BDt 1721–23. Zunächst verkehrten sie als Kurzpendelzüge gemeinsam mit den älteren Elektrotriebwagen ABe 4/4, später ergänzt mit einem Zwischenwagen. Seit die Ge 4/4 I in den Jahren 1986–92 eine Vielfachsteuerung erhielten, wurden die drei Steuerwagen zwischen 1991 und 2001 umgebaut für den Einsatz in lokbespannten Pendelzügen. Bevorzugte Einsatzstrecken waren von 1982 bis 1999 Samedan–Pontresina und 1989 bis 2008 Davos–Filisur, ausserdem waren die Steuerwagen in Wintersportzügen (Davos) und Schlittelzügen (Bergün–Preda) zu sehen.
Nach Ablieferung der RhB ABe 8/12 schieden die Ge 4/4 I sukzessive aus dem Plandienst aus und damit auch die Steuerwagen BDt 1721–1723. Da die ABt 1701–1703 zu den ältesten noch im Einsatz stehenden Steuerwagen zählten und durch ihren kurzen Radstand einen unruhigen Lauf aufwiesen, entschied man sich, diese auszurangieren und ihre Führerstandsausrüstung für die Modernisierung der BDt 1721–1723 zu verwenden. Dabei wurden die Stirnfronten neu aufgebaut und die Universalführerstände der 1701–1703 übernommen. Weiter werden die Türen durch neue Aussenschwingtüren ersetzt und die Polsterung der Sitze erneuert. Die so modernisierte Steuerwagen konnten mit den Lokomotiven Ge 4/4 II, Ge 4/4 III und den Allegra-Triebzügen eingesetzt werden. Die Einsätze mit den Allegra-Triebzügen wurden jedoch von zahlreichen Störungen begleitet, weshalb diese Einsätze eher selten waren. Durch den Einbau der neuen Steuerleitung war ein Einsatz mit den Ge 4/4 I nicht mehr möglich.
Neben dem Einsatz im Personenzugverkehr werden die Steuerwagen 1721–1723 mit den Lokomotiven Ge 4/4 III zum Führen der Vereina-Autozüge eingesetzt. 2020 wurden die drei Steuerwagen definitiv und ausschliesslich diesem Dienst zugeteilt und entsprechend angepasst. Einige Sitzreihen und die Faltenbälge wurden entfernt.

#### BDt 1731
Das Einzelstück BDt 1731 entstand 1989, als die RhB einen vierten Steuerwagen benötigte, um auf der Linie Davos–Filisur den Pendelzugbetrieb einführen zu können. Nachdem ohnehin einige Mitteleinstiegswagen der Baujahre 1956–57 durch Einbau von Steuerleitung und Aussenschwingtüren pendelzugfähig hergerichtet werden sollten, lag es nahe, einen Wagen – den AB 1513 – abzuzweigen und in der Hauptwerkstätte Landquart mit einem Führerstand zu versehen. Bis 2003 war der so entstandene Wagen in einen Ge 4/4 I-Pendel eingereiht, dann erfolgte ein erneuter Umbau. Seither kommt der 1731 in Vereina-Autozügen zum Einsatz.

#### BDt 1741 und 1742
Zwei früher beim Regionalverkehr Bern–Solothurn eingesetzte Postwagen baute die RhB im Jahr 1999 zu Steuerwagen BDt 1741–42 um. Sie besassen die ansonsten bei der RhB übliche Vakuumbremsausrüstung nicht und konnten ausschliesslich zur Führung der druckluftgebremsten Autozüge durch den Vereinatunnel verwendet werden. 2020 wurden sie durch die BDt 1721–23 ersetzt und Anfang 2021 abgebrochen.

#### BDt 1751 bis 1758

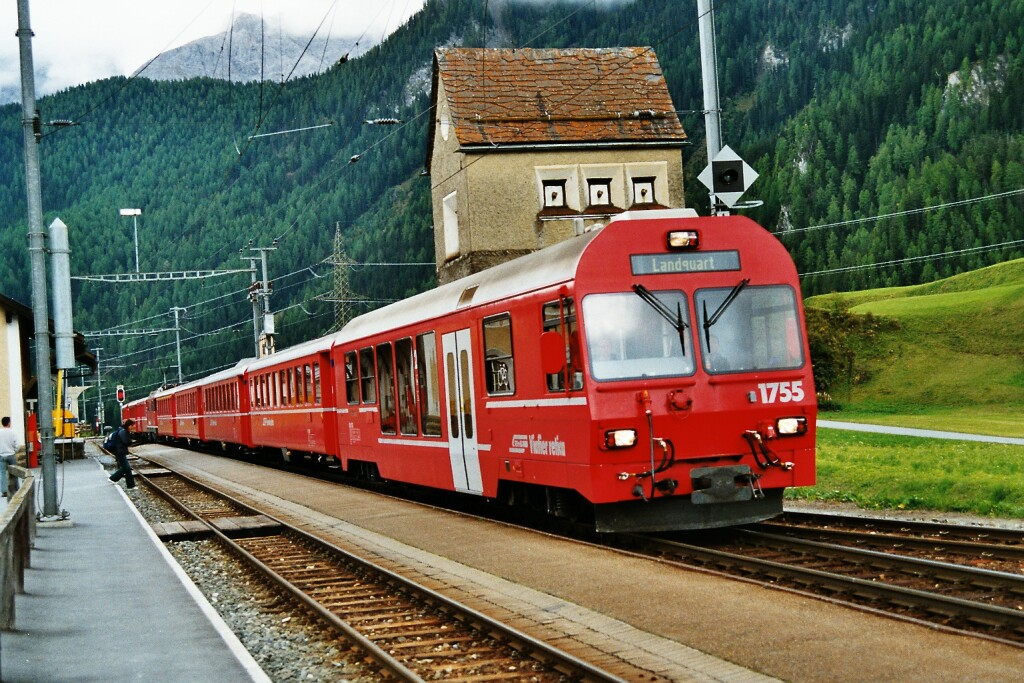
BDt 1755 in Ardez

Mit Einführung des Fahrplankonzeptes NEVA Retica im November 1999 stellte die RhB die von Stadler Rail gebauten Niederflursteuerwagen BDt 1751–58 in Dienst. Mit diesen Universalsteuerwagen können wahlweise Lokomotiven der Serien Ge 4/4 I, Ge 4/4 II und Ge 4/4 III ferngesteuert werden. Die für 100 km/h zugelassenen Fahrzeuge verfügen über einen Niederflurbereich zwischen den Drehgestellen und ein Führerbremsventil zur Ansteuerung der Vakuum-Zugbremse; die Wagen selbst sind über ein Proportionalventil druckluftgebremst. Wagen 1751 hat eine vollständige Druckluftbremsausrüstung einschliesslich Bremsventil und eignet sich damit auch für die druckluftgebremsten Autoverladezügen im Vereina.  Ab 1999 setzte die RhB sieben NEVA-Pendel mit Lokomotiven Ge 4/4 II zur Bedienung der Relationen Landquart–Scuol-Tarasp und Scuol-Tarasp–Pontresina ein.  Mit dem Fahrplanwechsel im Dezember 2004 änderten die Einsatzpläne. Seither fahren drei BDt mit Ge 4/4 III-Pendelzügen zwischen Landquart und Davos, drei weitere mit Ge 4/4 II zwischen Pontresina und Scuol-Tarasp. Da die Steuerwagen nicht BehiG-konform und mit dem ZSI 127 ausgerüstet sind, hat die RhB im 2024 entschieden, nur die 1751 + 1752 mit dem neuen ZSI 127 auszurüsten, die 1753–1758 werden zu BD 56403–56408 umgebaut und als Velowagen in den Albula-Gliederzügen eingesetzt.

### Bt
Bt ist die Bezeichnung für Steuerwagen mit Zweitklassabteil. Die RhB besitzt eine Serie derartiger Personenwagen.

#### Bt 52801 bis 52808

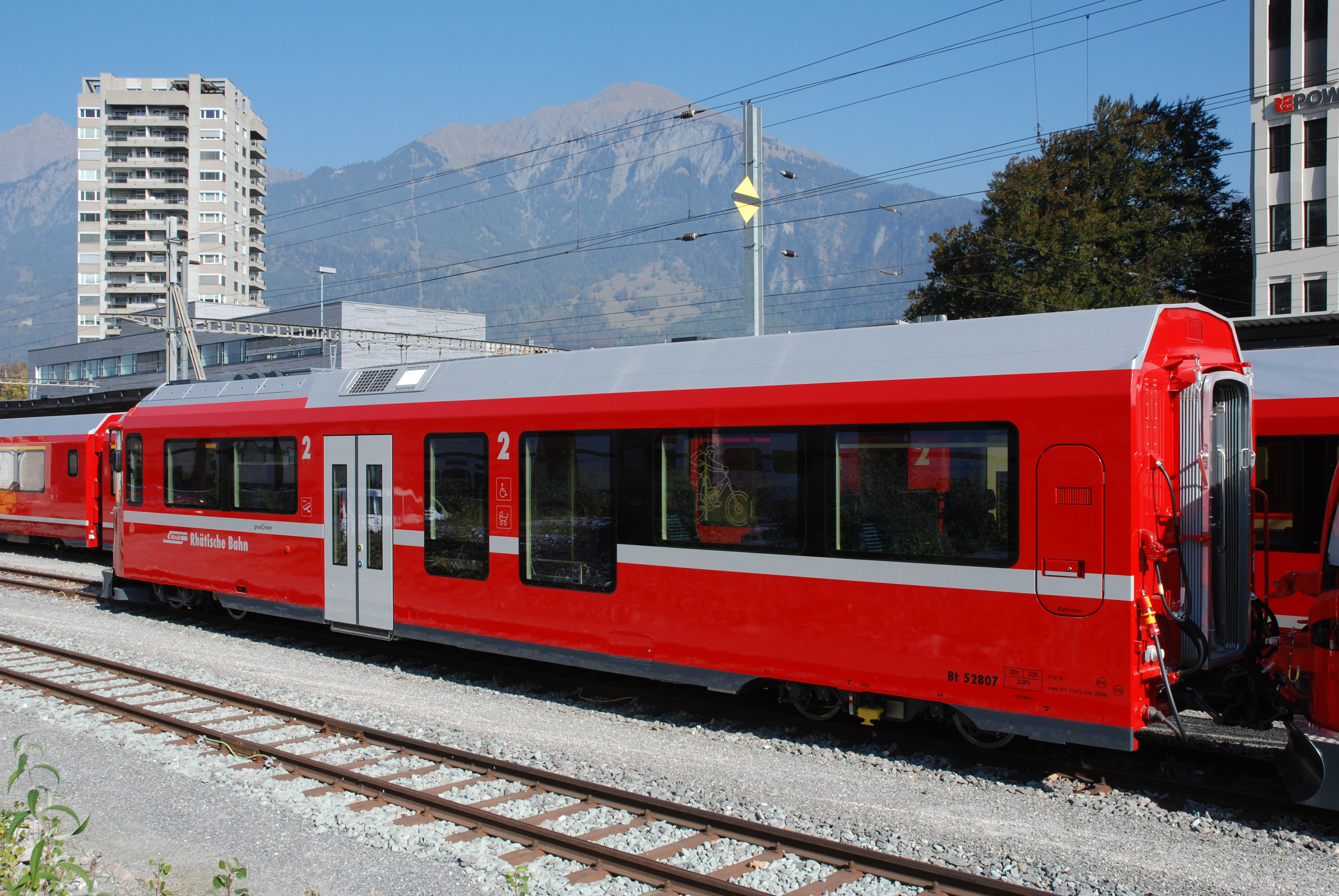
Bt 52807 in Landquart

Im November 2013 bestellte die RhB ursprünglich 13 neue universelle Steuerwagen. Später wurde die Bestellung auf acht Steuerwagen angepasst, weil aus einer Optionseinlösung neun zusätzliche „Capricorn“-Triebzüge bestellt wurden. Mitte Januar 2018 wurden die ersten Steuerwagen von Stadler Rail abgeliefert, welche für die Verpendelung des bestehenden Rollmaterials gedacht sind. Sie entsprechen weitgehend den Steuerwagen At 578 der neuen Albula-Gliederzüge. Sie haben 33 Sitzplätze, 2 Rollstuhlplätze und einen Klappsitz. Die ursprünglich als Bit bezeichneten Steuerwagen wurden zwischenzeitlich auf Bt umgezeichnet. Wegen Umbauarbeiten an der Vakuumpumpe, die vom Dachraum unter den Wagenboden versetzt werden musste, dauerte es bis zum 20. März 2019, bis der erste Steuerwagen in einem Engadiner Pendelzug mit Ge 4/4 II ohne Dualbremse eingereiht worden ist. Die Bt sind freizügig mit Ge 4/4 II und ABe 8/12 einsetzbar.

### Liste der Steuerwagen der Rhätischen Bahn
| Liste der Steuerwagen der Rhätischen Bahn |                                                                                 |                                               |                |                  |                                                |                                                                                |
| Betriebsnummer                            | Vielfachsteuerung                                                               | Hersteller                                    | Inbetriebnahme | Umbau/Anpassung  | Ausrangierung                                  | Bemerkungen                                                                    |
| ABt                                       |                                                                                 |                                               |                |                  |                                                |                                                                                |
| 1701                                      | ABDe 4/4 481–486 ABe 4/4 487–488 ab 1997 alle Ge 4/4                            | FFA (Wagenkästen) SWP (Drehgestelle)          | 1969           | 1998             | November 2011 abgebrochen, Ausrüstung für 1721 | Nach dem Umbau 1998 als Bt 1703" in blauer Lackierung                          |
| 1702                                      | ABDe 4/4 481–486 ABe 4/4 487–488 ab 1997 alle Ge 4/4                            | FFA (Wagenkästen) SWP (Drehgestelle)          | 1969           | 1998             | September 2013 abgebrochen                     |                                                                                |
| 1703                                      | ABDe 4/4 481–486 ABe 4/4 487–488 ab 1997 alle Ge 4/4                            | FFA (Wagenkästen) SWP (Drehgestelle)          | 1969           | 1997             | April 2012 abgebrochen, Ausrüstung für 1722    | Nach dem Umbau 1998 als ABt 1701"                                              |
| ABDt                                      |                                                                                 |                                               |                |                  |                                                |                                                                                |
| 1711                                      | Be 4/4 511–516                                                                  | FFA (Wagenkästen) SIG (Drehgestelle)          | 1995–1998      | ab 1995          | 15. Dezember 2022 Verkauf an Privat            |                                                                                |
| 1712                                      | Be 4/4 511–516                                                                  | FFA (Wagenkästen) SIG (Drehgestelle)          | 1995–1998      | ab 1995          | 29. April 2021 abgebrochen                     |                                                                                |
| 1713                                      | Be 4/4 511–516                                                                  | FFA (Wagenkästen) SIG (Drehgestelle)          | 1995–1998      | ab 1995          | 29. April 2021 abgebrochen                     |                                                                                |
| 1714                                      | Be 4/4 511–516                                                                  | FFA (Wagenkästen) SIG (Drehgestelle)          | 1995–1998      | ab 1995          | 03. Februar 2021 abgebrochen                   |                                                                                |
| 1715                                      | Be 4/4 511–516                                                                  | FFA (Wagenkästen) SWP (Drehgestelle)          | 1999–2000      | ab 1995          | 29. Januar 2021 abgebrochen                    | Nach einer Entgleisung im September 2011 mit Kastenteilen des B 2415 repariert |
| 1716                                      | Be 4/4 511–516                                                                  | FFA (Wagenkästen) SWP (Drehgestelle)          | 1999–2000      | ab 1995          |                                                |                                                                                |
| At                                        |                                                                                 |                                               |                |                  |                                                |                                                                                |
| 57801                                     | alle RhB ABe 8/12 RhB Ge 4/4 II mit Dualbremse RhB Ge 4/4 III mit Dualbremse    | Stadler Rail                                  | 2016–2017      |                  |                                                | Dualbremse für Albula-Gliederzüge                                              |
| 57802                                     | alle RhB ABe 8/12 RhB Ge 4/4 II mit Dualbremse RhB Ge 4/4 III mit Dualbremse    | Stadler Rail                                  | 2016–2017      |                  |                                                | Dualbremse für Albula-Gliederzüge                                              |
| 57803                                     | alle RhB ABe 8/12 RhB Ge 4/4 II mit Dualbremse RhB Ge 4/4 III mit Dualbremse    | Stadler Rail                                  | 2016–2017      |                  |                                                | Dualbremse für Albula-Gliederzüge                                              |
| 57804                                     | alle RhB ABe 8/12 RhB Ge 4/4 II mit Dualbremse RhB Ge 4/4 III mit Dualbremse    | Stadler Rail                                  | 2016–2017      |                  |                                                | Dualbremse für Albula-Gliederzüge                                              |
| 57805                                     | alle RhB ABe 8/12 RhB Ge 4/4 II mit Dualbremse RhB Ge 4/4 III mit Dualbremse    | Stadler Rail                                  | 2016–2017      |                  |                                                | Dualbremse für Albula-Gliederzüge                                              |
| 57806                                     | alle RhB ABe 8/12 RhB Ge 4/4 II mit Dualbremse RhB Ge 4/4 III mit Dualbremse    | Stadler Rail                                  | 2016–2017      |                  |                                                | Dualbremse für Albula-Gliederzüge                                              |
| BDt                                       |                                                                                 |                                               |                |                  |                                                |                                                                                |
| 1721                                      | ABe 4/4 501–504 ab 1991/2001 Ge 4/4 I ab 2012 wie 1751–58                       | FFA (Wagenkästen) SWP (Drehgestelle)          | 1982           | 1991, 2012, 2020 |                                                | ab 2020 nur noch Autozüge Vereina                                              |
| 1722                                      | ABe 4/4 501–504 ab 1991/2001 Ge 4/4 I ab 2012 wie 1751–58                       | FFA (Wagenkästen) SWP (Drehgestelle)          | 1982           | 1994, 2012, 2020 |                                                | ab 2020 nur noch Autozüge Vereina                                              |
| 1723                                      | ABe 4/4 501–504 ab 1991/2001 Ge 4/4 I ab 2012 wie 1751–58                       | FFA (Wagenkästen) SWP (Drehgestelle)          | 1982           | 2001, 2013, 2020 |                                                | ab 2020 nur noch Autozüge Vereina                                              |
|                                           |                                                                                 |                                               |                |                  |                                                |                                                                                |
| 1731                                      | Ge 4/4 I ab 2003 Ge 4/4 III                                                     | SIG (Wagenkästen und Drehgestelle)            | 1956           | 1989 und 2003    |                                                | ex. AB 1513, ab 2013 nur für Vereina-Autozüge                                  |
|                                           |                                                                                 |                                               |                |                  |                                                |                                                                                |
| 1741                                      | Ge 4/4 III                                                                      | SWS RBS                                       | 1957           | 1999             | 13. Januar 2021 abgebrochen                    | ex. RBS Zt 261, 262, nur für Vereina-Autozüge                                  |
| 1742                                      | Ge 4/4 III                                                                      | SWS RBS                                       | 1957           | 1999             | 19. Januar 2021 abgebrochen                    | ex. RBS Zt 261, 262, nur für Vereina-Autozüge                                  |
|                                           |                                                                                 |                                               |                |                  |                                                |                                                                                |
| 1751                                      | alle Ge 4/4: Ge 4/4 I Ge 4/4 II Ge 4/4 III ab 2012 Ge 4/4 II Ge 4/4 III Allegra | Stadler Rail (Wagenkästen) SIG (Drehgestelle) | 1999           |                  |                                                | Druckluftbremsventil für Vereina-Autozüge                                      |
| 1752                                      | alle Ge 4/4: Ge 4/4 I Ge 4/4 II Ge 4/4 III ab 2012 Ge 4/4 II Ge 4/4 III Allegra | Stadler Rail (Wagenkästen) SIG (Drehgestelle) | 1999           |                  |                                                |                                                                                |
| 1753                                      | alle Ge 4/4: Ge 4/4 I Ge 4/4 II Ge 4/4 III ab 2012 Ge 4/4 II Ge 4/4 III Allegra | Stadler Rail (Wagenkästen) SIG (Drehgestelle) | 1999           |                  |                                                |                                                                                |
| 1754                                      | alle Ge 4/4: Ge 4/4 I Ge 4/4 II Ge 4/4 III ab 2012 Ge 4/4 II Ge 4/4 III Allegra | Stadler Rail (Wagenkästen) SIG (Drehgestelle) | 1999           |                  |                                                |                                                                                |
| 1755                                      | alle Ge 4/4: Ge 4/4 I Ge 4/4 II Ge 4/4 III ab 2012 Ge 4/4 II Ge 4/4 III Allegra | Stadler Rail (Wagenkästen) SIG (Drehgestelle) | 1999           |                  |                                                |                                                                                |
| 1756                                      | alle Ge 4/4: Ge 4/4 I Ge 4/4 II Ge 4/4 III ab 2012 Ge 4/4 II Ge 4/4 III Allegra | Stadler Rail (Wagenkästen) SIG (Drehgestelle) | 1999           |                  |                                                |                                                                                |
| 1757                                      | alle Ge 4/4: Ge 4/4 I Ge 4/4 II Ge 4/4 III ab 2012 Ge 4/4 II Ge 4/4 III Allegra | Stadler Rail (Wagenkästen) SIG (Drehgestelle) | 1999           |                  |                                                |                                                                                |
| 1758                                      | alle Ge 4/4: Ge 4/4 I Ge 4/4 II Ge 4/4 III ab 2012 Ge 4/4 II Ge 4/4 III Allegra | Stadler Rail (Wagenkästen) SIG (Drehgestelle) | 1999           |                  |                                                |                                                                                |
| Bt                                        |                                                                                 |                                               |                |                  |                                                |                                                                                |
| 52801                                     | RhB ABe 4/16 3101–3105 RhB ABe 8/12 RhB Ge 4/4 II (RhB Ge 4/4 III geplant)      | Stadler Rail                                  | 2018           |                  |                                                | Dualbremse                                                                     |
| 52802                                     | RhB ABe 4/16 3101–3105 RhB ABe 8/12 RhB Ge 4/4 II (RhB Ge 4/4 III geplant)      | Stadler Rail                                  | 2018           |                  |                                                | Dualbremse                                                                     |
| 52803                                     | RhB ABe 4/16 3101–3105 RhB ABe 8/12 RhB Ge 4/4 II (RhB Ge 4/4 III geplant)      | Stadler Rail                                  | 2018           |                  |                                                | Dualbremse                                                                     |
| 52804                                     | RhB ABe 4/16 3101–3105 RhB ABe 8/12 RhB Ge 4/4 II (RhB Ge 4/4 III geplant)      | Stadler Rail                                  | 2018           |                  |                                                | Dualbremse                                                                     |
| 52805                                     | RhB ABe 4/16 3101–3105 RhB ABe 8/12 RhB Ge 4/4 II (RhB Ge 4/4 III geplant)      | Stadler Rail                                  | 2018           |                  |                                                | Dualbremse                                                                     |
| 52806                                     | RhB ABe 4/16 3101–3105 RhB ABe 8/12 RhB Ge 4/4 II (RhB Ge 4/4 III geplant)      | Stadler Rail                                  | 2018           |                  |                                                | Dualbremse                                                                     |
| 52807                                     | RhB ABe 4/16 3101–3105 RhB ABe 8/12 RhB Ge 4/4 II (RhB Ge 4/4 III geplant)      | Stadler Rail                                  | 2018           |                  |                                                | Dualbremse                                                                     |
| 52808                                     | RhB ABe 4/16 3101–3105 RhB ABe 8/12 RhB Ge 4/4 II (RhB Ge 4/4 III geplant)      | Stadler Rail                                  | 2018           |                  |                                                | Dualbremse                                                                     |

## Zentralbahn

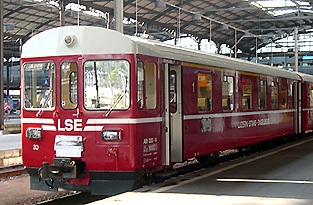
ABt 30 (neu 930) der Luzern-Stans-Engelberg-Bahn in Luzern

Die Zentralbahn verfügt derzeit über 20 Steuerwagen, die meisten davon stammen von der Luzern-Stans-Engelberg-Bahn (LSE), eine Serie von der SBB-Brünigbahn. Die meisten Steuerwagen können heute für die Fernsteuerung aller pendelzugfähigen Triebfahrzeuge verwendet werden.
- Die ersten fünf Steuerwagen kamen mit der Eröffnung der nun durchgehenden LSE im Jahre 1964 zusammen mit den BDeh 4/4 1–5 in Betrieb. Wegen der grossen Steigung von 240 ‰ vor Engelberg mussten die Züge grundsätzlich geschoben verkehren, was mit Steuerwagen einfacher geht. Andernfalls hätte bei Bergfahrt – wie bei den Güterzügen noch lange praktiziert – das Triebfahrzeug am Anfang und am Ende des Zahnstangenabschnitts umgesetzt werden müssen. Die ABt 21–25 der Bauart SWP1 in Leichtstahl erfuhren verschiedene Umbauten: zwei wurden verlängert, zwei zu reinen Erstklasswagen umgebaut und nummernmässig neu gruppiert von zu At 21–22 (ex 25,22), ABt 23 (kurz) und ABt 24–25 (lang, ex 21,24), neu als 921–925 nummeriert. Diese Wagen wurden als erste so angepasst, dass sie auch Seite Luzern laufen können, was heute die Regelstellung ist, ausser den verbliebenen Kompositionen mit BDeh 4/4.
- Zwei weitere Steuerwagen ABt 26–27, nun vom Typ FFA1 in Leichtstahlbauart, kamen mit der Nachlieferung von zwei BDeh 4/4 7–8 1970 in Betrieb. Sie stehen noch heute Seite Engelberg und werden als ABt 926–927 meistens mit BDeh 4/4 eingesetzt.
- Mit der Nachlieferung des achten Triebwagens BDeh 4/4 8 kam 1980 ein ABt 28 des Typs FFA2 in Betrieb, der mit grösseren Sitzabständen einen Komfortsprung bedeutete. Um die Regelkompositionen mit solchen Fahrzeugen ausrüsten zu können, wurden 1985 zwei ABt 29–30 nachgeliefert. Sie befreiten zwei Steuerwagen der Serie 21–23 für den Einsatz in Verstärkungsmodulen auf dem Adhäsionsabschnitt Luzern–Wolfenschiessen. Bei Spitzenverkehr fuhren zwei dreiteilige Pendelzüge in Vielfachsteuerung auf diesem Abschnitt, denen noch ein Modul mit Steuerwagen beigegeben wurde. Die drei Steuerwagen wurden 2010 modernisiert und tragen jetzt die Nummern 928–930.
- Um für den Vorortsverkehr mehr Pendelzüge bilden zu können, übernahm die LSE zwei De 4/4 von der Brünigbahn und rüstete sie mit der Fernsteuerung aus. Um trotzdem genügend Steuerwagen auch für die Module nach Wolfenschiessen zu haben, übernahm die LSE 1994 vom RBS deren ABt 201–202 vom Typ FFA1. Sie fuhren als ABt 131–132 von Anfang an Seite Luzern und können nicht auf Zahnradstrecken eingesetzt werden; sie dienen heute als Module zu den SPATZen und tragen die Nummern 931–932.
- Auch die Brünigbahn versah ihre De 4/4 mit Fernsteuerung und baute dazu 1993 aus den AB 401–412 sechs Steuerwagen ABt 900–905 um. Ein Wagen (ABt 900) musste nach einer Kollision 1995 abgebrochen werden.
- Im Hinblick auf die mit HGe 4/4" möglichen längeren Züge im neuen Tunnel nach Engelberg mit nur noch 105 ‰ Steigung bestellte die LSE drei Gelenksteuerwagen bei Stadler. Diese wurden als ABt8 941–943 2006 direkt an die Zentralbahn ausgeliefert, bis zur Eröffnung des Tunnels nach Engelberg aber zunächst im Vorortsverkehr von Luzern eingesetzt. Seit Dezember 2010 verkehren sie wie vorgesehen in den stündlichen Zügen nach Engelberg.

## Berner-Oberland-Bahn
Die Berner-Oberland-Bahn besitzt/besass vier Arten von Steuerwagen.

### BDt 401–403
Im Jahr 2018 wurden die BDt ausrangiert, einer wurde verschrottet und die anderen zwei nach Frankreich verkauft.

### ABt 411–415
Nachdem die ABt 203–207 beim RBS ausrangiert wurden, konnte man sie an die BOB verkaufen.

### Gelenksteuerwagen ABt 421–425
Im Jahr 2004 wurden die fünf Gelenksteuerwagen ausgeliefert und verstärken die Züge der BOB.

### Gelenksteuerwagen ABt 431–433
Im Jahr 2017 wurden zu den neuen Triebzügen noch zusätzlich drei Gelenksteuerwagen, die weitgehend identisch mit dem Triebzügen sind, für zusätzliche Plätze in den Zügen nach Grindelwald in Zusammenhang mit der neuen V-Bahn bestellt.

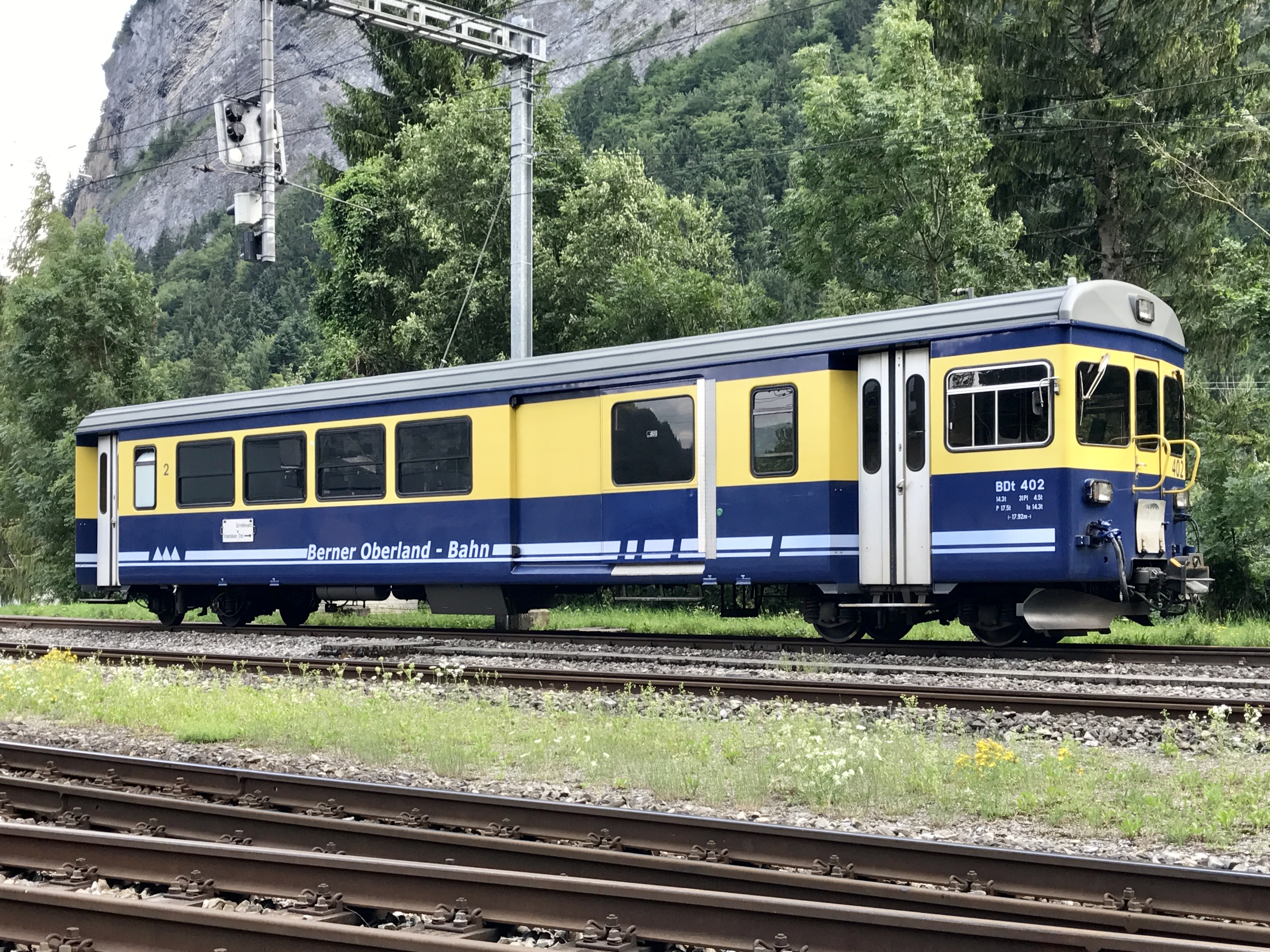
Der BDt 402 in Zweilütschinen abgestellt
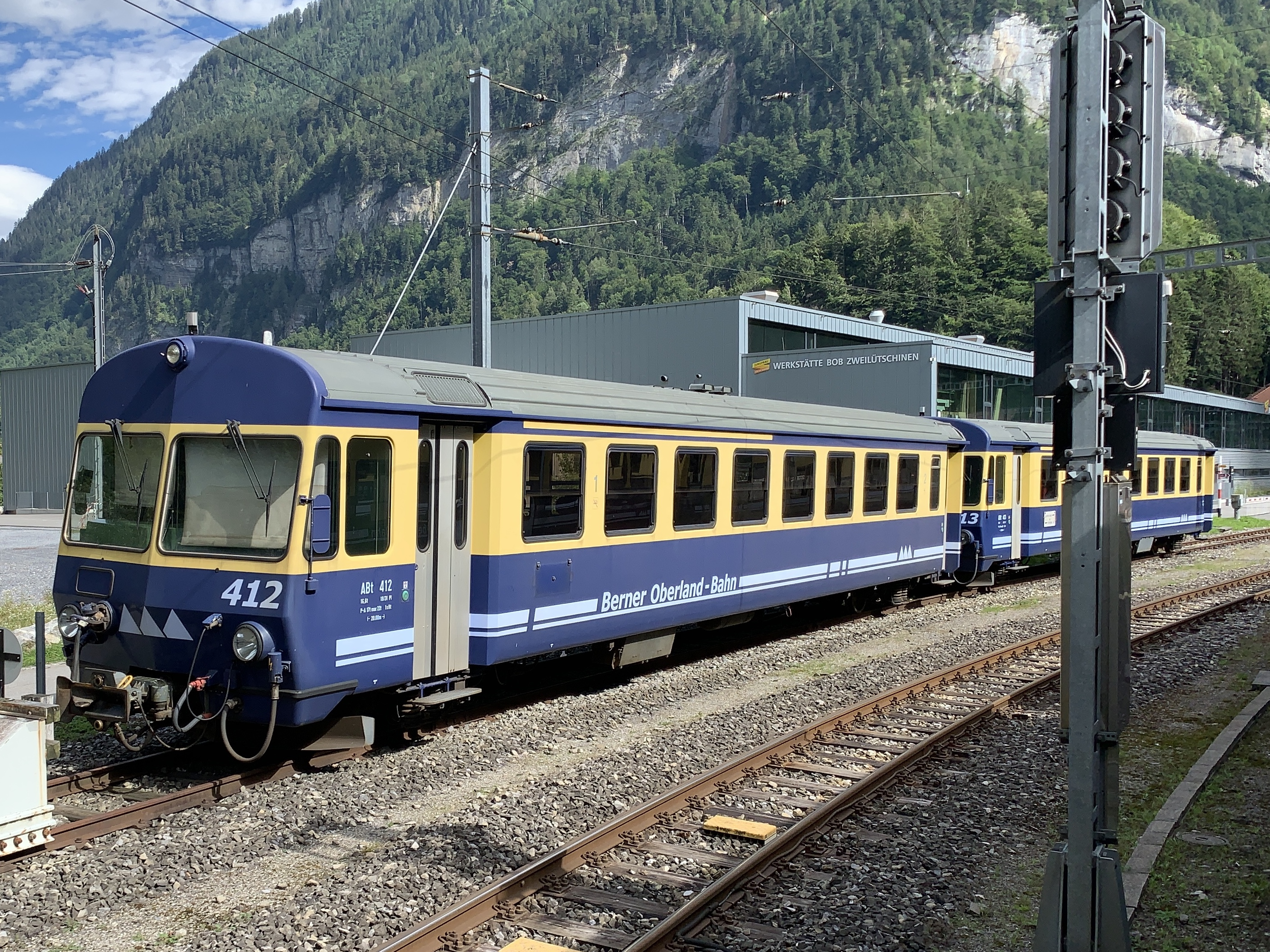
ABt 412 und 413 im Hintergrund in Zweilütschinen abgestellt
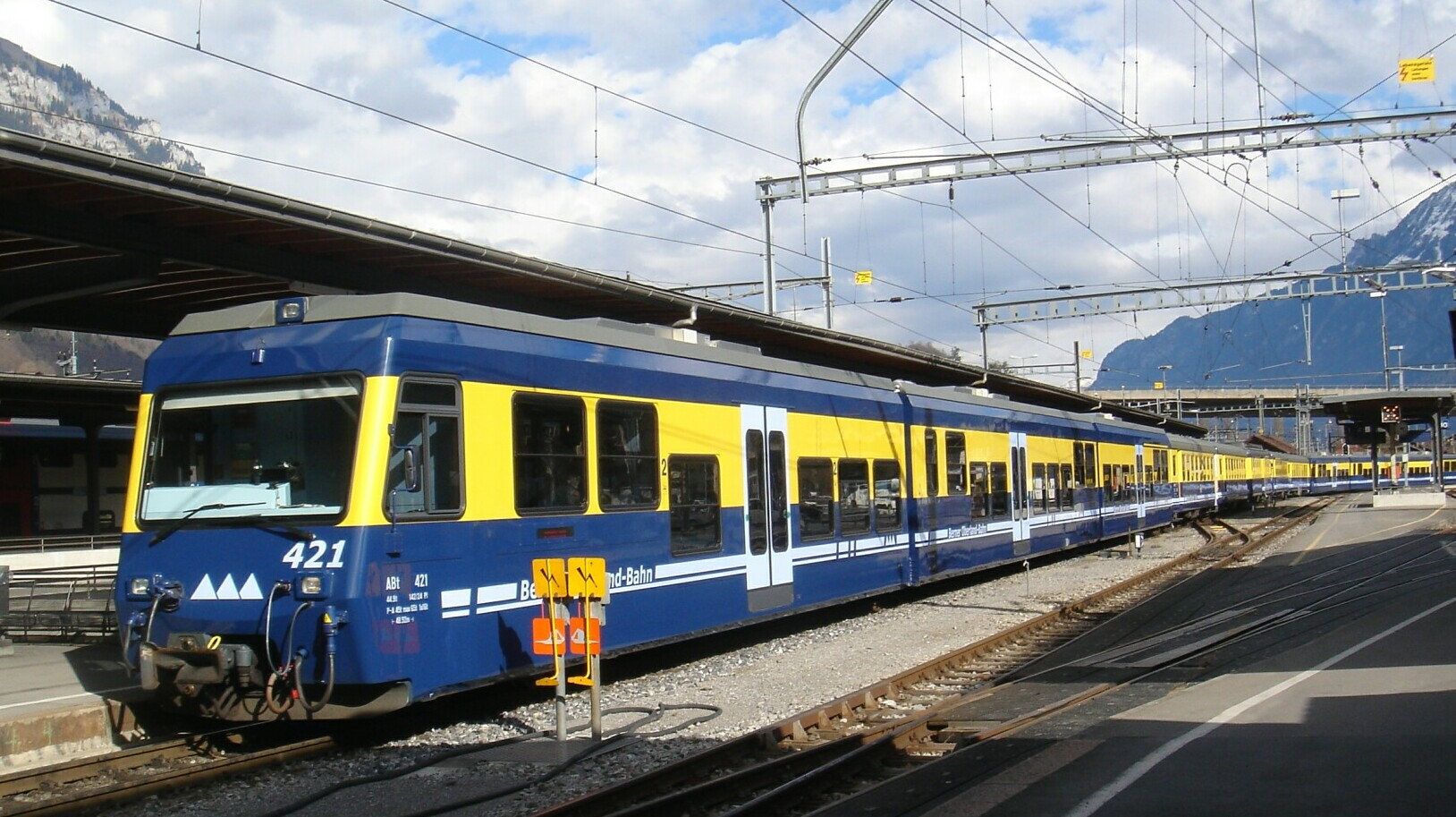
ABt 421 am Zugschluss bei der Ausfahrt in Interlaken Ost
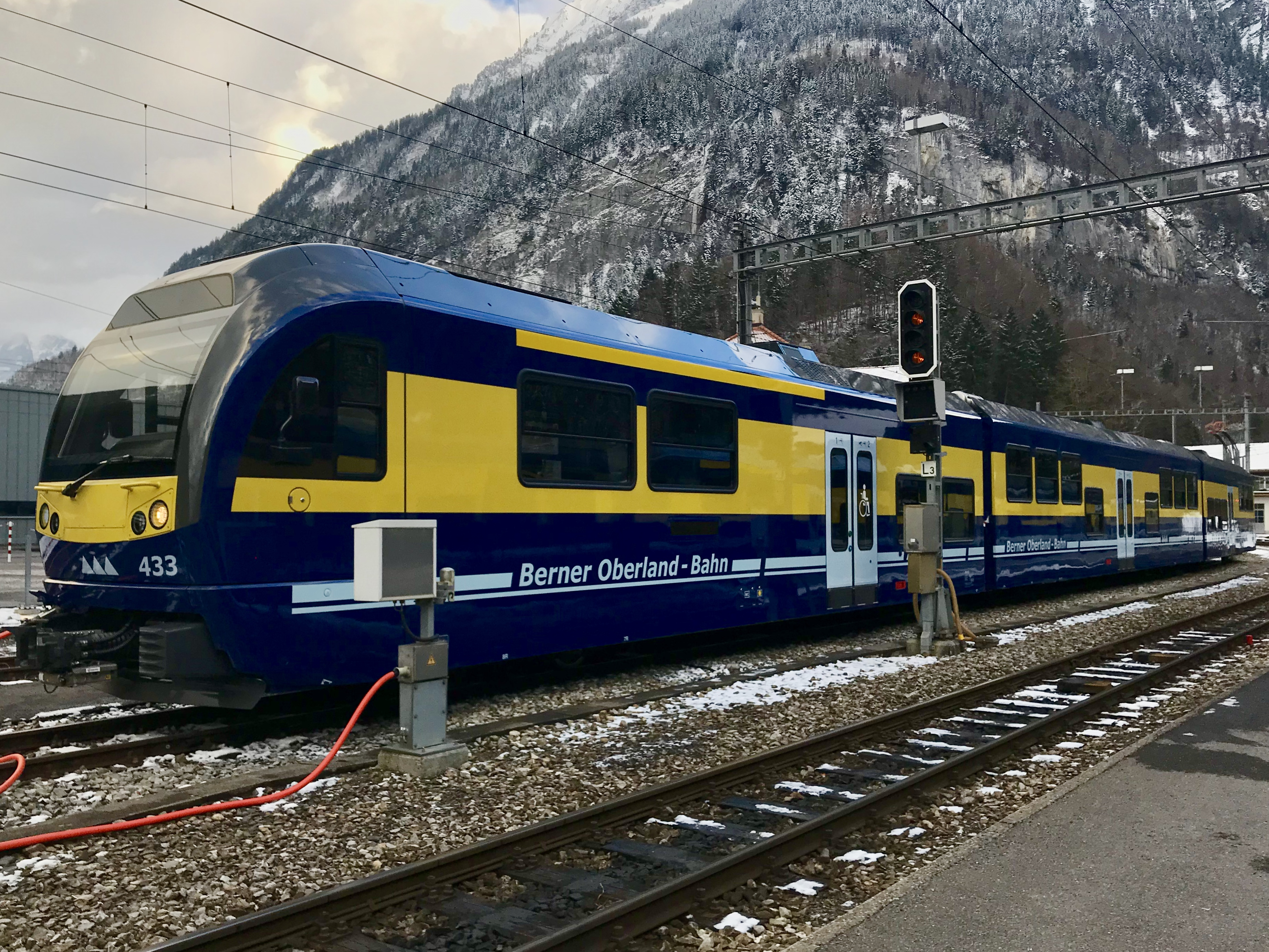
ABt 431 beim Bahnhof Zweilütschinen abgestellt